# Ghelalo (district)
Ghelalo ou Ghela'elo est un district de la région Semien-Keih-Bahri de l'Érythrée. La capitale de ce district est Ghelalo. 